# Celli Tognon
Celli Tognon è stato uno studio di architettura e design fondato nel 1964 a Trieste da Carlo e Luciano Celli e Dario Tognon.

## Storia
Carlo Celli (Trieste, 1936 – Trieste, 2022), laureato a Venezia nel 1963, Luciano Celli (Trieste, 1940), laureato a Venezia nel 1964, Dario Tognon (Pola, 1936 – Trieste, 2008), laureato a Venezia nel 1964, hanno fondato lo studio Celli Tognon nel 1964.
Lo studio ha partecipato a numerosi concorsi internazionali. Tra i principali, quelli per il Centro direzionale di Firenze, Les Halles di Parigi, Shinkenchiku Residential Design Competition a Tokyo, il Museo Guggenheim a Venezia, i castelli di Giulietta e Romeo a Montecchio, la sede della Cassa di risparmio di Rimini, il monumento alla Resistenza a Como, il Centro teatrale di Udine, la sede della Regione Friuli Venezia Giulia a Trieste, la nuova Opéra di Parigi, il Parlamento regionale della bassa Austria a St. Pölten, Competition Diomede a New York.
Tra i numerosi progetti elaborati dallo studio per edifici pubblici e privati, i più importanti realizzati sono il Centro di calcolo della Cassa di Risparmio di Trieste, la Fondazione Brovedani a Gradisca d'Isonzo, il quartiere IACP a Rozzol Melara, la chiesa di San Marco alle Campanelle, Il Centro Hausbrandt, le nuove sedi della SIP e del Lloyd Adriatico Assicurazioni, la sede della Friulia, finanziaria della Regione Friuli-Venezia Giulia, e il nuovo stadio "Nereo Rocco" di Trieste.
Nel campo del design industriale lo studio ha collaborato con le ditte Artemide, Stilnovo e ICF per la messa in produzione di apparecchi d'illuminazione e di mobili.

## Opere
Alcuni dei principali progetti:
- Bar Stella, Trieste (1964)
- Albergo, Malfa (1966)
- Chiesa parrocchiale di Santa Teresa in via Manzoni, Trieste (1966)
- Casa in via Pascoli, Trieste (1967)
- Dispensario antitubercolare, Trieste (1967-1970)
- Piano di Edilizia Economica e Popolare di Rozzol Melara (PEEP), Quartiere IACP, Trieste (1969-1982)
- Liceo scientifico Galileo Galilei, Trieste (1969-1971)
- Casa in via Rossetti, Trieste (1970-1972)
- Uffici SIP in via Coroneo, Trieste (1970-1973)
- Centro di calcolo della Cassa di risparmio di Trieste, Trieste (1971-1974)
- Edificio polifunzionale in via Udine, Trieste (1971-1975)
- Casa d'angolo in via Matteotti, Trieste (1973-1975)
- Complesso Borgo San Mauro, Opicina (1974-1977)
- Fondazione Brovedani, Gradisca d'Isonzo (1976-1980)
- Nuova sede del Loyd Adriatico Assicurazioni, Trieste (1981-1987)
- Chiesa di San Marco evangelista alle Campanelle, Trieste (1981-1992)
- Chiesa di San Luca evangelista nel quartiere di Rozzol Melara, Trieste (1982-1986)
- Piano dei servizi zona ovest nel PEEP di Rozzol Melara, mercato di quartiere e caserma pubblica, Trieste (1982)
- Centro SIP in viale XX Settembre, Trieste (1983-1984)
- Centro polisportivo, Opicina (1985)
- Stadio Nereo Rocco, Trieste (1986)
- Sede della Friulia, Trieste (1987)